# بوبي غاردينر
بوبي غاردينر (بالإنجليزية: Bobby Gardiner) هو موسيقي أيرلندي، ولد في 16 يونيو 1939.

## وصلات خارجية
- بوبي غاردينر على موقع ميوزك برينز (الإنجليزية)
- بوبي غاردينر على موقع أول ميوزيك (الإنجليزية)
- بوبي غاردينر على موقع ديسكوغز (الإنجليزية)